# Altoona (Alabama)
Altoona is een plaats (town) in de Amerikaanse staat Alabama, en valt bestuurlijk gezien onder Blount County en Etowah County.

## Demografie
Bij de volkstelling in 2000 werd het aantal inwoners vastgesteld op 984.
In 2006 is het aantal inwoners door het United States Census Bureau geschat op 970, een daling van 14 (-1,4%).

## Geografie
Volgens het United States Census Bureau beslaat de plaats een oppervlakte van
9,9 km², geheel bestaande uit land. Altoona ligt op ongeveer 286 m boven zeeniveau.

## Nabijgelegen plaatsen
De onderstaande figuur toont de plaatsen in de directe omgeving van Altoona. Een gele markeerstip geeft aan dat de plaats meer dan 20.000 inwoners telt, een zwarte stip geeft aan dat de plaats minder dan 20.000 inwoners telt.